# عبد الله مرسي
عبد الله مرسي (وُلد في 3 سبتمبر 1994 في الزقازيق – تُوفي في 4 سبتمبر 2019 في الجيزة) واسمه الكامل عبد الله محمد محمد مرسي عيسى العياط هو أصغر أبناء محمد مرسي رئيس جمهورية مصر العربية في الفترة 2012–13.

## حياته
وُلد عبد الله مرسي في 3 سبتمبر 1994 في محافظة الشرقية، وهو الابن الأصغر لمحمد مرسي، الذي كان أول رئيس منتخب ديمقراطيًا بعد ثورة 25 يناير في مصر في عام 2012 والذي أُطيح به في انقلاب عسكري في عام 2013. والدته هي نجلاء محمود.
في 1 مارس 2014، زعمت الشرطة المصرية أنها ألقت القبض على عبد الله مرسي بتهمة تناول الحشيش، ثم أطلقت سراحه بكفالة بعد أيام قليلة. لاحقًا حُكم عليه بالسجن لمدة عام، فيما وصفتها عائلته ومحاميه «بالقضية الملفقة». تم الإفراج عنه في 22 يوليو 2015.
في عام 2018 درس إدارة الأعمال في جامعة الكلية الكندية الدولية بالعاصمة القاهرة. لاحقًا في 10 أكتوبر 2018، قُبض عليه بتهمة «نشر أخبار كاذبة» لأنه استنكر خلال مقابلة مع وكالة أسوشيتد برس الأمريكية ظروف اعتقال والده. أُطلق سراحه بكفالة. وأُعيد اعتقاله بنفس العام بتهم الانضمام لجماعة الإخوان المسلمين والتحريض على العنف.
توفي والده وهو رهن الاعتقال في 17 يونيو 2019. واتهم عبد الله مرسي 15 مسؤولًا مصريًا كان قد نشر صورهم ومن بينهم عبد الفتاح السيسي.

## وفاته
تُوفي عبد الله مرسي في 4 سبتمبر 2019 بعد أقل من ثلاثة أشهر على وفاة والده في أحد مستشفيات محافظة الجيزة الخاصة جنوب القاهرة. دُفن في 6 سبتمبر 2019 في مقابر «الوفاء والأمل» في مدينة نصر في منتصف الليل إلى جانب والده وبحضور عائلته.
في 7 سبتمبر 2020، صرح محامي أسرة محمد مرسي توبي كادمان أن عبد الله مرسي مات بالفعل بعد حقنه بمادة قاتلة وليس بسكتة قلبية أثناء قيادته لسيارته. حيث تعرض للقتل المتعمد خارج المنزل[محل شك]، وأن سيدة لا تعرف عبد الله، وشخصًا مجهولًا قاما بنقل عبد الله بسيارته إلى مستشفى قريب على بعد 20 كيلومتر.